# PRINCE2
PRojects IN Controlled Environments o PRINCE, versió en anglès de Projectes en entorns controlats, és un mètode de gestió de projectes que abraça l'administració, el control i l'organització d'un projecte. És una marca registrada de l'Office of Government Commerce del Regne Unit.

## Història
PRINCE2 va ser originalment desenvolupat per la Central Computer and Telecommunications Agency que forma part de la OGC. Des de 1989 s'ha vingut utilitzant com a estàndard per a la gestió de projectes, sobretot al Regne Unit.
Inicialment, aquest mètode va ser desenvolupat únicament per a projectes TIC, però l'última versió, PRINCE2, és compatible amb la gestió de qualsevol tipus de projecte. La revisió més recent es va publicar el 16 de juny de 2009 por l'OGC, sent denominada com a PRINCE2:2009 Refresh.